# Les Bordes-sur-Arize
Bordes-sur-Arize – miejscowość i gmina we Francji, w regionie Oksytania, w departamencie Ariège.
Według danych na rok 1990 gminę zamieszkiwało 446 osób, a gęstość zaludnienia wynosiła 35 osób/km² (wśród 3020 gmin regionu Midi-Pyrénées Bordes-sur-Arize plasuje się na 633. miejscu pod względem liczby ludności, natomiast pod względem powierzchni na miejscu 902.).